# Ichthyaetus
Ichthyaetus é um gênero de gaivotas. Que foram anteriormente incluídas no gênero Larus.

## Espécies
- Ichthyaetus leucophthalmus
- Ichthyaetus hemprichii
- Ichthyaetus ichthyaetus
- Ichthyaetus audouinii
- Ichthyaetus melanocephalus
- Ichthyaetus relictus